# MKB-10 poglavlje I: Određene infekcijske i parazitske bolesti

## (A00-A79) - Bakterijske infekcije, infekcijske crijevne bolesti i spolno prenosive bolesti

### (A00-A09) - Crijevne infektivne bolesti
- A00 Kolera
  - A00.0 Kolera koju uzrokuje Vibrio cholerae, biovar cholerae, klasična kolera
  - A00.1 Kolera koju uzrokuje Vibrio cholerae 01, biovar El Tor, El Tor kolera
  - A00.9 Kolera, nespecificirana

- A01 Trbušni tifus i paratifus
  - A01.0 Trbušni tifus, Uzročnik Salmonella typhi
  - A01.1 Paratifus Aw
  - A01.2 Paratifus B
  - A01.3 Paratifus C
  - A01.4 Paratifus, nespecificiran, Uzročnik Salmonella paratyphi BPO

- A02 Ostale infekcije uzrokovane salmonelama
  - A02.0 Entritis uzrokovan salmonelom, salmoneloza
  - A02.1 Sepsa uzrokovana salmonelom
  - A02.2 Lokalizirane infekcije salmonelama
  - A02.8 Ostale specificirane infekcije salmonelama
  - A02.9 Infekcije salmonelama, nespecificirane

- A03 Šigeloze
  - A03.0 Šigeloza koju uzrokuje Shigella dysenteriae, Šigeloza grupe A (Shiga-Kruse disenterija)
  - A03.1 Šigeloza koju uzrokuje Shigella flexneri, Šigeloza grupe B
  - A03.2 Šigeloza koju uzrokuje Shigella boydii, Šigeloza grupe C
  - A03.3 Šigeloza koju uzrokuje Shigella sonnei, Šigeloza grupe D
  - A03.8 Ostale šigeloze
  - A03.9 Šigeloza, nespecificirana, Bacilarna dizenterija BPO

- A04 Ostale bakterijske crijevne infekcije
  - A04.0 Infekcija enteropatogenom E.coli
  - A04.1 Infekcija enterotoksičnom E.coli
  - A04.2 Infekcija enteroinvazivnom E.coli
  - A04.3 Infekcija enterohemoragijskom E.coli
  - A04.4 Ostale crijevne infekcije koje uzrokuje, Escherichia coli, Enteritis koji uzrokuje E.coli BPO
  - A04.5 Enteritis koji uzrokuje Campylobacter
  - A04.6 Enteritis koji uzrokuje Yersinia enterocolitica
  - A04.7 Enterokolitis koji uzrokuje Clostridium difficile
  - A04.8 Ostale specificirane crijevne bakterijske infekcije
  - A04.9 Bakterijske crijevne infekcije, nespecificirane, Bakterijski enteritis BPO

- A05 Ostala bakterijska trovanja hranom (alimentarne intoksikacije)
  - A05.0 Alimentarna stafilokokna intoksikacija
  - A05.1 Botulizam
  - A05.2 Alimentarna intoksikacija koju uzrokuje Clostridium perfringens (Clostridum welchii) Enteritis necroticans Pig-bel
  - A05.3 Alimentarna intoksikacija uzrokovana mikroorganizmom Vibrio parahaemolyticus
  - A05.4 Alimentarna intoksikacija uzrokovana mikroorganizmom Bacillus cereus
  - A05.8 Ostale specificirane bakterijske alimentarne intoksikacije
  - A05.9 Bakterijska alimentarna intoksikacija, nespecificirana

- A06 Amebijaza
  - A06.0 Akutna amebna dizenterija, Akutna amebijaza, Crijevna amebijaza BPO
  - A06.1 Kronična crijevna amebijaza
  - A06.2 Amebni nedizenterični kolitis
  - A06.3 Intestinalni amebom, Amebom BPO
  - A06.4 Amebni apsces jetre, Hepatalna amebijaza
  - A06.5 Amebni apsces pluća (J99.8*), Amebni apsces pluća (i jetre)
  - A06.6 Amebni apsces mozga (G07*), Amebni apsces mozga (i jetre) (i pluća)
  - A06.7 Kožna amebijaza
  - A06.8 Amebna infekcija drugih lokalizacija, Amebni apendicitis, balanitis (N51.2*)
  - A06.9 Amebijaza, nespecificirana

- A07 Ostale crijevne bolesti uzrokovane protozoima
  - A07.0 Balantidijaza, Dizenterija uzrokovana balantidijama
  - A07.1 Giardijaza (lamblijaza)
  - A07.2 Izosporijaza, Infekcije koje uzrokuju Isospora belli i Isospora hominis, Crijevna kokcidioidoza, Izosporoza
  - A07.8 Ostale specificirane crijevne bolesti uzrokovane protozoima, Crijevna trihomonijaza, Sarkocistoza, Sarkosporidijaza
  - A07.9 Crijevne bolesti uzrokovane protozoima, nespecificirane, Dijareja uzrokovana flagelatima, Protozoarni(a) kolitis, dijareja, dizenterija

- A08 Virusne i druge specificirane crijevne infekcije
  - A08.0 Enteritis uzrokovan rotavirusima
  - A08.1 Akutna gastroenteropatija uzrokovana Norwalk agensom, Enteritis uzrokovan sitnim okruglastim virusima
  - A08.2 Enteritis uzrokovan adenovirusima
  - A08.3 Ostali virusni enteritisi
  - A08.4 Virusne crijevne infekcije, nespecificirane, Virusni enteritis BPO, gastroenteritis BPO, gastroenteropatija BPO
  - A08.5 Ostale specificirane crijevne infekcije

- A09 Dijareja i gastroenteritis za koje se pretpostavlja da su infekcioznog podrijetla
  - A09.0 Dijareja i gastroenteritis za koje se pretpostavlja da su infekcioznog podrijetla

### (A15-A19) - Tuberkuloze
- A15 Tuberkuloza dišnih putova dokazana bakteriološki i histološki
  - A15.0 Tuberkuloza pluća, dokazana mikroskopskimpregledom iskašljaja s kulturom ili bez nje
  - A15.1 Tuberkuloza pluća, dokazana samo kulturom, Stanje šifrirano kao A15.0, dokazano samo kulturom
  - A15.2 Tuberkuloza pluća, dokazana histološki, Stanje šifrirano kao A15.0, dokazano histološki
  - A15.3 Tuberkuloza pluća, dokazana nespecificiranim tehnikama, Stanje šifrirano kao A15.0, dokazano ali nespecificirano da li bakteriološki
  - A15.4 Tuberkuloza intratorakalnih limfnih čvorova, dokazana bakteriološki i histološki, Tuberkuloza limfnih čvorova
  - A15.5 Tuberkuloza larinksa, traheje i bronha, dokazana
  - A15.6 Tuberkulozni plueritis, dokazan bakteriološki i histološki
  - A15.7 Primarna tuberkuloza dišnog sustava, dokazana bakteriološki i histološki
  - A15.8 Tuberkuloza dišnog sustava ostalih lokalizacija, dokazana bakteriološki i histološki
  - A15.9 Tuberkuloza dišnih putova pobliže nespecificirana, dokazana bakteriološki i histološki

- A16 Tuberkuloza dišnih putova, nedokazana bakteriološki ili histološki
  - A16.0 Tuberkuloza pluća, bakteriološki i histološki negativna
  - A16.1 Tuberkuloza pluća, bakteriološke i histološke pretrage nisu obavljene
  - A16.2 Tuberkuloza pluća, bez naznake o bakteriološkoj ili histološkoj potvrdi
  - A16.3 Tuberkuloza intratorakalnih limfnih čvorova, bez naznake o bakteriološkoj ili histološkoj potvrdi
  - A16.4 Tuberkuloza larinksa, traheje i bronha, bez naznake o bakteriološkoj ili histološkoj potvrdi
  - A16.5 Tuberkulozni pleuritis, bez naznake o bakteriološkoj ili histološkoj potvrdi
  - A16.7 Primarna respiratorna tuberkuloza bez naznake o bakteriološkoj ili histološkoj potvrdi
  - A16.8 Tuberkuloza dišnog sustava ostalih lokalizacija, bez naznake o bakteriološkoj ili histološkoj potvrdi
  - A16.9 Nespecificirana tuberkuloza dišnog sustava, bez naznake o bakteriološkoj ili histološkoj potvrdi

- A17 Tuberkuloza živčanog sustava
  - A17.0 Tuberkulozni meningitis (G01*), Tuberkuloza moždanih ovojnica (cerebralnih) (spinalnih), Tuberkulozni leptomeningitis
  - A17.1 Meningealni tuberkulom (G07*), Tuberkulom meninga
  - A17.8 Tuberkuloza ostalih dijelova živčanog sustava
  - A17.9 Tuberkuloza živčanog sustava, nespecificirana (G99.9*)

- A18 Tuberkuloza ostalih organa
  - A18.0 Tuberkuloza kostiju i zglobova
  - A18.1 Tuberkuloza genitourinarnog sustava
  - A18.2 Tuberkulozna periferna limfadenopatija
  - A18.3 Tuberkuloza crijeva, potrbušnice i mezenterijalnih žlijezda
  - A18.4 Tuberkuloza kože i potkožnog tkiva
  - A18.5 Tuberkuloza oka
  - A18.6 Tuberkuloza uha
  - A18.7 Tuberkuloza nadbubrežne žlijezde (E35.1*), Addisonova bolest, tuberkulozna
  - A18.8 Tuberkuloza drugih specificiranih organa

- A19 Milijarna tuberkuloza
  - A19.0 Akutna milijarna tuberkuloza jedne odre|ene lokalizacije
  - A19.1 Akutna milijarna tuberkuloza više lokalizacija
  - A19.2 Akutna milijarna tuberkuloza, nespecificirana
  - A19.8 Ostala milijarna tuberkuloza
  - A19.9 Milijarna tuberkuloza, nespecificirana

### (A20-A28) - Određene zoonotske bakterijske bolesti
- A20 Kuga
  - A20.0 Bubonska kuga
  - A20.1 Celulokutana kuga
  - A20.2 Plućna kuga
  - A20.3 Meningitis (kužni)
  - A20.7 Septična kuga
  - A20.8 Ostali oblici kuge, abortivna kuga, asimptomatska kuga, Pestis minor
  - A20.9 Kuga, nespecificirana

- A21 Tularemija
  - A21.0 Ulceroglandularna tularemija
  - A21.1 Okuloglandularna tularemija
  - A21.2 Plućna tularemija
  - A21.3 Gastrointestinalna tularemija
  - A21.7 Generalizirana tularemija
  - A21.8 Ostali oblici tularemije
  - A21.9 Tularemija, nespecificirana

- A22 Antraks (crni prišt)
  - A22.0 Kožni antraks, Maligni(a) karbunkul, pustula
  - A22.1 Plućni antraks
  - A22.2 Gastrointestinalni antraks
  - A22.7 Antraksna sepsa
  - A22.8 Ostali oblici antraksa
  - A22.9 Antraks, nespecificiran

- A23 Bruceloza
  - A23.0 Bruceloza koju uzrokuje Brucella melitensis
  - A23.1 Bruceloza koju uzrokuje Brucella abortus
  - A23.2 Bruceloza koju uzrokuje Brucella suis
  - A23.3 Bruceloza koju uzrokuje Brucella canis
  - A23.8 Ostale bruceloze
  - A23.9 Bruceloza, nespecificirana

- A24 Sakagija i melioidoza
  - A24.0 Sakagija
  - A24.1 Akutna i fulminantna melioidoza
  - A24.2 Subakutna i kronična melioidoza
  - A24.3 Ostale melioidoze
  - A24.4 Melioidoza, nespecificirana

- A25 Rat-bite fever (groznica štakorskog ugriza)
  - A25.0 Spiriloza
  - A25.1 Streptobaciloza
  - A25.9 Rat-bite fever (groznica štakorskog ugriza), nespecificirana

- A26 Erizipeloid
  - A26.0 Erythema migrans
  - A26.7 Sepsa koju uzrokuje Erysipelotrix rhusiopathiae
  - A26.8 Ostali oblici erizipeloida
  - A26.9 Erizipeloid, nespecificiran

- A27 Leptospiroza
  - A27.0 Ikterohemoragična leptospiroza
  - A27.8 Ostali oblici leptospiroza
  - A27.9 Leptospiroza, nespecificirana

- A28 Ostale zoonoze uzrokovane bakterijama, nesvrstane drugamo
  - A28.0 Pasteureloza
  - A28.1 Cat-scratch disease (bolest mačjeg ogreba)
  - A28.2 Ekstraintestinalna jersinioza
  - A28.8 Ostale specificirane bakterijske zoonoze, nesvrstane drugamo
  - A28.9 Bakterijske zoonoze, nespecificirane

### (A30-A49) - Ostale bakterijske bolesti
- A30.0 Nedeterminirana lepra
  - A30.1 Tuberkuloidna lepra
  - A30.2 Granična tuberkuloidna lepra
  - A30.3 Granična lepra
  - A30.4 Granična lepromatozna lepra
  - A30.5 Lepromatozna lepra
  - A30.8 Ostali oblici lepre
  - A30.9 Lepra, nespecificirana

- A31 Infekcije uzrokovane drugim mikobakterijama
  - A31.0 Plućna infekcija mikobakterijama
  - A31.1 Kožne infekcije mikobakterijama
  - A31.8 Ostale infekcije mikobakterijama
  - A31.9 Mikobakterijska infekcija, nespecificirana

- A32 Listerioza
  - A32.0 Kožna listerioza
  - A32.1 Listerijski meningitis i meningoencefalitis
  - A32.7 Listerijska sepsa
  - A32.8 Ostali oblici listerioze
  - A32.9 Listerioza, nespecificirana

- A33 Tetanus neonatorum (novorođenački tetanus)
  - A33.0 Tetanus neonatorum (novoro|enački tetanus)

- A34 Opstetrični tetanus (porodnički tetanus)
  - A34.0 Opstetrični tetanus (porodnički tetanus)

- A35 Ostali tetanus
  - A35.0 Ostali tetanus

- A36 Difterija
  - A36.0 Difterija farinksa (ždrijela)
  - A36.1 Nazofaringealna difterija
  - A36.2 Difterija larinksa (grkljana)
  - A36.3 Kožna difterija
  - A36.8 Ostali oblici difterije
  - A36.9 Difterija, nespecificirana

- A37 Hripavac (pertussis)
  - A37.0 Hripavac koji uzrokuje Bordetella pertussis
  - A37.1 Hripavac koji uzrokuje Bordetella parapertussis
  - A37.8 Hripavac uzrokovan drugim vrstama bordetela
  - A37.9 Hripavac, nespecificiran

- A38 Šarlah (scarlatina)
  - A38.0 Šarlah (scarlatina)

- A39 Meningokokna infekcija
  - A39.0 Meningokokni meningitis (G01*)
  - A39.1 Waterhouse-Friderichsenov sindrom (E35.1*)
  - A39.2 Akutna meningokokcemija
  - A39.3 Kronična meningokokcemija
  - A39.4 Meningokokcemija,nespecifična Meninkokona bakterijama BPO
  - A39.5 Meningokokna srčana bolest
  - A39.8 Ostale meningokokne infekcije
  - A39.9 Meningokokna infekcija, nespecificirana

- A40 Streptokokna sepsa
  - A40.0 Sepsa uzrokovana streptokokima grupe A
  - A40.1 Sepsa uzrokovana streptokokima grupe B
  - A40.2 Sepsa uzrokovana streptokokima grupe D
  - A40.3 Sepsa koju uzrokuje Streptococcus pneumoniae
  - A40.8 Ostale streptokokne sepse
  - A40.9 Streptokokna sepsa, nespecificirana

- A41 Ostale sepse
  - A41.0 Sepsa koju uzrokuje Staphylococcus aureus
  - A41.1 Sepsa uzrokovana drugim specificiranim stafilokokima
  - A41.2 Sepsa uzrokovana nespecificiranim stafilokokom
  - A41.3 Sepsa koju uzrokuje Haemophilus influenzae
  - A41.4 Sepsa uzrokovana anaerobima
  - A41.5 Sepsa uzrokovana ostalim Gram-negativnim organizmima
  - A41.8 Ostale specificirane sepse
  - A41.9 Sepsa, nespecificirana

- A42 Aktinomikoza
  - A42.0 Plućna aktinomikoza
  - A42.1 Abdominalna aktinomikoza
  - A42.2 Cervikofacijalna aktinomikoza
  - A42.7 Aktinomikotična sepsa
  - A42.8 Ostali oblici aktinomikoze
  - A42.9 Aktinomikoza, nespecificirana

- A43 Nokardioza
  - A43.0 Plućna nokardioza
  - A43.1 Kožna nokardioza
  - A43.8 Ostali oblici nokardioze
  - A43.9 Nokardioza, nespecificirana

- A44 Bartoneloza
  - A44.0 Sistemska bartoneloza
  - A44.1 Kutana i mukokutana bartoneloza
  - A44.8 Ostali oblici bartoneloze
  - A44.9 Bartoneloza, nespecificirana

- A46 Erizipel
  - A46.0 Erizipel

- A48 Ostale bolesti uzrokovane bakterijama, nesvrstane drugamo
  - A48.0 Plinska gangrena
  - A48.1 Legionarska bolest
  - A48.2 Izvanplućni oblik legionarske bolesti (Pontiack groznica)
  - A48.3 Toksični šok-sindrom
  - A48.4 Brazilska purpurna groznica
  - A48.8 Ostale specificirane bakterijske bolesti

- A49 Bakterijske infekcije nespecificiranog mjesta
  - A49.0 Stafilokokna infekcija, nespecificirana
  - A49.1 Streptokokna infekcija, nespecificirana
  - A49.2 Infekcija koju uzrokuje Haemophilus influenzae, nespecificirana
  - A49.3 Infekcijamikoplazmom, nespecificirana
  - A49.8 Ostale bakterijske infekcije nespecificiranog mjesta
  - A49.9 Bakterijska infekcija, nespecificirana

### (A50-A64) - Infekcije prenesene poglavito spolnim putem
- A50 Prirođeni sifilis
  - A50.0 Rani prirođeni sifilis, simptomatski
  - A50.1 Rani prirođeni sifilis, latentni
  - A50.2 Rani prirođeni sifilis, nespecificiran
  - A50.3 Kasna prirođena sifilitična okulopatija
  - A50.4 Kasni prirođeni neurosifilis (juvenilni neurosifilis)
  - A50.5 Drugi kasni prirođeni sifilis, simptomatski
  - A50.6 Kasni prirođeni sifilis, latentni
  - A50.7 Kasni prirođeni sifilis, nespecificiran
  - A50.9 Prirođeni sifilis, nespecificiran

- A51 Rani sifilis
  - A51.0 Primarni genitalni sifilis
  - A51.1 Primarni analni sifilis
  - A51.2 Primarni sifilis druge lokalizacije
  - A51.3 Sekundarni sifilis kože i sluznica
  - A51.4 Ostali sekundarni sifilis
  - A51.5 Rani sifilis, latentni
  - A51.9 Rani sifilis, nespecificiran

- A52 Kasni sifilis
  - A52.0 Kardiovaskularni sifilis
  - A52.1 Simptomatski neurosifilis
  - A52.2 Asimptomatski neurosifilis
  - A52.3 Neurosifilis, nespecificiran
  - A52.7 Ostali simptomatski kasni sifilis
  - A52.8 Kasni sifilis, latentni
  - A52.9 Kasni sifilis, nespecificiran

- A53 Ostali i nespecificirani sifilis
  - A53.0 Latentni sifilis, nespecificiran kao rani ili kasni
  - A53.9 Sifilis, nespecificiran

- A54 Gonokokna infekcija
  - A54.0 Gonokokna infekcija donjeg dijela genitourinarnog sustava, bez apscesa periuretralnih i akcesornih žlijezda
  - A54.1 Gonokokna infekcija donjeg dijela genitourinarnog sustava s popratnim periuretralnim apscesom i apscesom akcesornih žlijezda
  - A54.2 Gonokokni pelveoperitonitis i druge gonokokne infekcije genitourinarnog sustava
  - A54.3 Gonokokna infekcija oka
  - A54.4 Gonokokna infekcija mišićno koštanog sustava
  - A54.5 Gonokokni faringitis
  - A54.6 Gonokokna infekcija anusa i rektuma
  - A54.8 Druge gonokokne infekcije
  - A54.9 Gonokokna infekcija, nespecificirana

- A55 Klamidijski limfogranulom (venereum)
  - A55.0 Klamidijski limfogranulom (venereum)

- A56 Druge spolno prenosive klamidijske bolesti
  - A56.0 Klamidijske infekcije donjeg dijela genitourinarnog sustava
  - A56.1 Klamidijske infekcije pelveoperitoneuma i drugih genitourinarnih organa
  - A56.2 Klamidijska infekcija genitourinarnog sustava, nespecificirana
  - A56.3 Klamidijska infekcija anusa i rektuma
  - A56.4 Klamidijska infekcija ždrijela
  - A56.8 Spolno prenesena klamidijska infekcija drugih lokalizacija

- A57 Kankroid
  - A57.0 Kankroid

- A58 Granuloma inguinale
  - A58.0 Granuloma inguinale

- A59 Trihomonijaza
  - A59.0 Urogenitalna trihomonijaza
  - A59.8 Trihomonijaza druge lokalizacije
  - A59.9 Trihomonijaza, nespecificirana

- A60 Anogenitalni herpes(herpes simpleks)
  - A60.0 Herpesvirusna infekcija genitalnog i urogenitalnog sustava
  - A60.1 Herpesvirusna infekcija perianalne kože i rektuma
  - A60.9 Anogenitalna herpesvirusna infekcija, nespecificirana

- A63 Ostale bolesti koje se poglavito prenose spolnim putem, nesvrstane drugamo
  - A63.0 Anogenitalne (venerične) bradavice
  - A63.8 Druge specificirane bolesti koje se prenose poglavito spolnim putem

- A64 Bolesti koje se prenose poglavito spolnim putem, nespecificirane
  - A64.0 Bolesti koje se prenose poglavito spolnim putem, nespecificirane

### (A65-A69) - Ostale bolesti uzrokovane spirohetama
- A65 Nevenerični sifilis
  - A65.0 Nevenerični sifilis

- A66 Frambezija (yaws)
  - A66.0 Inicijalna lezija kod frambezije
  - A66.1 Multipli papilomi i wet crab frambezija
  - A66.2 Druge rane kožne lezije kod frambezije
  - A66.3 Hiperkeratoza kod frambezije
  - A66.4 Frambezijska guma i ulkus
  - A66.5 Gangosa
  - A66.6 Lezije kosti i zglobova kod frambezije
  - A66.7 Ostali oblici frambezije
  - A66.8 Latentna frambezija
  - A66.9 Frambezija, nespecificirana

- A67 Pinta (carate)
  - A67.0 Primarna lezija u pinte
  - A67.1 Intermedijarne pinta lezije
  - A67.2 Kasne pinta lezije
  - A67.3 Miješane pinta lezije
  - A67.9 Pinta, nespecificirana

- A68 Povratne groznice
  - A68.0 Povratna groznica koju prenosi uš
  - A68.1 Povratna groznica koju prenosi krpelj
  - A68.9 Povratna groznica, nespecificirana

- A69 Ostale bolesti uzrokovane spirohetama
  - A69.0 Nekrotizirajući ulcerativni stomatitis
  - A69.1 Druge Vincentove infekcije
  - A69.2 Lyme borelioza (Lymeova bolest)
  - A69.8 Ostale specificirane infekcije spirohetama
  - A69.9 Infekcija spirohetama, nespecificirana

### (A70-A74) - Ostale bolesti uzrokovane klamidijama
- A70 Infekcije koju uzrokuje Chlamydia psittaci
  - A70.0 Infekcija koju uzrokuje Chlamydia psittaci

- A71 Trahom
  - A71.0 Inicijalni stadij trahoma
  - A71.1 Aktivni stadij trahoma
  - A71.9 Trahom, nespecificiran

- A74 Ostale bolesti uzrokovane klamidijama
  - A74.0 Klamidijski konjunktivitis (H13.1*)
  - A74.8 Ostale bolesti uzrokovane klamidijama
  - A74.9 Klamidijska infekcija, nespecificirana

### (A75-A79) - Rikecioze
- A75 Tifusna groznica
  - A75.0 Epidemijski tifus koji uzrokuje Rickettsia prowazekii a prenose ga uši (pjegavac)
  - A75.1 Kasni recidiv pjegavca (Brillova bolest)
  - A75.2 Tifusna groznica koju uzrokuje Rickettsia typhi
  - A75.3 Tifusna groznica koju uzrokuje Rickettsia tsutsugamushi
  - A75.9 Tifusna groznica, nespecificirana

- A77 Pjegava groznica (rikecioze koje prenose krpelji)
  - A77.0 Pjegava groznica koju uzrokuje Rickettsia rickettsii
  - A77.1 Pjegava groznica koju uzrokuje Rickettsia conorii
  - A77.2 Pjegava groznica koju uzrokuje Rickettsia siberica
  - A77.3 Pjegava groznica koju uzrokuje Rickettsia australis
  - A77.8 Ostale pjegave groznice
  - A77.9 Pjegava groznica, nespecificirana

- A78 Q-groznica
  - A78.0 Q groznica

- A79 Ostale rikecioze
  - A79.0 Rovovska groznica (trench fever)
  - A79.1 Rikecijske boginje koje uzrokuje Rickettsia akari
  - A79.8 Druge specificirane rikecioze
  - A79.9 Rikecioza, nespecificirana

## (A80-B34) - Virusne infekcije

### (A80-A89) - Virusne infekcije centralnog živčanog sustava
- A80 Akutni poliomijelitis
  - A80.0 Akutni paralitični poliomijelitis, u vezi s cijepljenjem
  - A80.1 Akutni paralitični poliomijelitis, divlji virus, unesen
  - A80.2 Akutni paralitični poliomijelitis, divlji virus, autohtoni
  - A80.3 Akutni paralitični poliomijelitis, ostali i nespecificirani
  - A80.4 Akutni neparalitični poliomijelitis
  - A80.9 Akutni poliomijelitis, nespecificiran

- A81 Virusne infekcije središnjega živčanog sustava sporog tijeka (slow virus infections)
  - A81.0 Creutzfeld-Jakobova bolest
  - A81.1 Subakutni sklerozirajući panencefalitis
  - A81.2 Progresivna multifokalna leukoencefalopatija
  - A81.8 Druge virusne infekcije središnjega živčanog sustava sporog tijeka
  - A81.9 Virusna infekcija središnjega živčanog sustava sporog tijeka, nespecificirana

- A82 Bjesnoća (rabies)
  - A82.0 Silvatična bjesnoća
  - A82.1 Urbana bjesnoća
  - A82.9 Bjesnoća, nespecificirana

- A83 Virusni encefalitis koji prenose komarci
  - A83.0 Japanski encefalitis
  - A83.1 Zapadni konjski encefalitis
  - A83.2 Istočni konjski encefalitis
  - A83.3 St Louis encefalitis
  - A83.4 Australski encefalitis
  - A83.5 Kalifornijski encefalitis
  - A83.6 Bolest uzrokovana Rocio virusima
  - A83.8 Drugi virusni encefalitis koji prenose komarci
  - A83.9 Virusni encefalitis koji prenose komarci, nespecificiran

- A84 Virusni encefalitis koji prenose krpelji
  - A84.0 Dalekoistočni krpeljni encefalitis (ruski proljetno-ljetni encefalitis)
  - A84.1 Srednje europski krpeljni encefalitis
  - A84.8 Drugi virusni encefalitisi koje prenose krpelji
  - A84.9 Virusni encefalitis koji prenose krpelji, nespecificiran

- A85 Ostali virusni encefalitisi, nesvrstani drugamo
  - A85.0 Enterovirusni encefalitis (G05.1*)
  - A85.1 Adenovirusni encefalitis (G05.1*)
  - A85.2 Arbo (arthropod-borne) virusni encefalitis, nespecificirani
  - A85.8 Ostali specificirani virusni encefalitisi

- A86 Nespecificirani virusni encefalitis
  - A86.0 Nespecificirani virusni encefalitis

- A87 Virusni meningitisi
  - A87.0 Enterovirusni meningitis (G02.0*)
  - A87.1 Adenovirusni meningitis (G02.0*)
  - A87.2 Limfocitarni horiomeningitis
  - A87.8 Ostali virusni meningitisi
  - A87.9 Virusni meningitis, nespecificiran

- A88 Druge virusne infekcije središnjega živčanog sustava, nesvrstane drugamo
  - A88.0 Enterovirusna osipna groznica (Bostonski egzantem)
  - A88.1 Epidemijski vertigo
  - A88.8 Ostale specificirane virusne infekcije središnjega živčanog sustava

- A89 Nespecificirane virusne infekcije središnjega živčanog sustava
  - A89.0 Nespecificirane virusne infekcije središnjega živčanog sustava

### (A90-A99) - Virusne groznice prenesene člankonošcima i hemoragijske groznice
- A90 Dengue (groznica) (klasična denga)
  - A90.0 Dengue (groznica) (klasična denga)

- A91 Denga hemoragijska groznica
  - A91.0 Denga hemoragijska groznica

- A92 Ostale virusne groznice koje prenose komarci
  - A92.0 Chikungunya virusna bolest
  - A92.1 O'nyong-nyong groznica
  - A92.2 Venezuelska konjska groznica
  - A92.3 West Nile groznica (groznica zapadnog Nila)
  - A92.4 Rift Valley groznica (groznica doline Rift)
  - A92.8 Druge specificirane virusne groznice koje prenose komarci
  - A92.9 Virusne groznice koje prenose komarci, nespecificirane

- A93 Druge arbovirusne groznice, nesvrstane drugamo
  - A93.0 Oropouche virusna bolest
  - A93.1 Sandfly fever
  - A93.2 Kolorado krpeljna groznica
  - A93.8 Ostale specificirane arbovirusne groznice

- A94 Nespecificirane arbovirusne groznice
  - A94.0 Nespecificirane arbovirusne groznice

- A95 Žuta groznica
  - A95.0 Silvatična žuta groznica
  - A95.1 Urbana žuta groznica
  - A95.9 Žuta groznica, nespecificirana

- A96 Hemoragijska groznica uzrokovana arenavirusima
  - A96.0 Junin hemoragijska groznica
  - A96.1 Machupo hemoragijska groznica
  - A96.2 Lassa groznica
  - A96.8 Ostale arenavirusne hemoragijske groznice
  - A96.9 Arenavirusna hemoragijska groznica, nespecificirana

- A98 Druge virusne hemoragijske groznice, nesvrstane drugamo
  - A98.0 Krimsko-Kongoanska hemoragijska groznica
  - A98.1 Omska hemoragijska groznica
  - A98.2 Kasanur Forest groznica (groznica šume Kyasanur)
  - A98.3 Marburška hemoragijska groznica
  - A98.4 Ebola hemoragijska groznica
  - A98.5 Hemoragijska groznica s bubrežnim sindromom
  - A98.8 Druge specificirane virusne hemoragijske groznice

- A99 Nespecificirane virusne hemoragijske groznice
  - A99.0 Nespecificirane virusne hemoragijske groznice

### (B00-B09) - Virusne infekcije karakterizirane promjenama na koži i sluznicama
- B00 Herpesvirusne infekcije (herpes simpleks)
  - B00.0 Eczema herpeticum
  - B00.1 Herpesvirusni vezikulozni dermatitis
  - B00.2 Herpesvirusni gingivostomatitis i faringotonsilitis
  - B00.3 Herpesvirusni meningitis (G02.0*)
  - B00.4 Herpesvirusni encefalitis (G05.1*)
  - B00.5 Herpesvirusne bolesti oka
  - B00.7 Diseminirana herpesvirusna bolest
  - B00.8 Ostali oblici herpesvirusne infekcije
  - B00.9 Herpesvirusna infekcija, nespecificirana

- B01 Vodene kozice (varicella)
  - B01.0 Vodene kozice komplicirane meningitisom (G02.0*)
  - B01.1 Vodene kozice komplicirane encefalitisom (G05.1*)
  - B01.2 Vodene kozice komplicirane pneumonijom (J17.1*)
  - B01.8 Varicela s drugim komplikacijama
  - B01.9 Varicela bez naznačenih komplikacija

- B02 Zoster (herpes zoster)
  - B02.0 Zoster - encefalitis (G05.1*)
  - B02.1 Zoster - meningitis (G02.0*)
  - B02.2 Zoster drugih dijelova živčanog sustava
  - B02.3 Oftalmički zoster
  - B02.7 Diseminirani zoster
  - B02.9 Zoster bez naznačenih komplikacija

- B03 Velike boginje
  - B03.0 Velike boginje

- B04 Majmunske boginje
  - B04.0 Majmunske boginje

- B05 Ospice (morbilli)
  - B05.0 Morbili komplicirani encefalitisom (G05.1*)
  - B05.1 Morbili komplicirani meningitisom (G02.0*)
  - B05.2 Morbili komplicirani pneumonijom (J17.1*)
  - B05.3 Morbili komplicirani upalom srednjeg uha (H67.1*)
  - B05.4 Morbili praćeni crijevnim komplikacijama
  - B05.8 Morbili praćenidrugim komplikacijama
  - B05.9 Morbili bez naznačenih komplikacija

- B06 Rubeola (rubella)
  - B06.0 Rubeola s neurološkim komplikacijama
  - B06.8 Rubeola s drugim komplikacijama
  - B06.9 Rubeola bez naznačenih komplikacija

- B07 Virusne bradavice
  - B07.0 Virusne bradavice

- B08 Druge virusne infekcije karakterizirane promjenama na koži i sluznicama, nesvrstane drugamo
  - B08.0 Druge infekcije uzrokovane ortopoxvirusom
  - B08.1 Molluscum contagiosum
  - B08.2 Exanthema subitum (šesta bolest)
  - B08.3 Erythema infectiosum (peta bolest)
  - B08.4 Enterovirusni vezikulozni stomatitis s osipom
  - B08.5 Enterovirusni vezikulozni faringitis
  - B08.8 Ostale specificirane virusne infekcije karakterizirane lezijama kože i sluznica

- B09 Nespecificirane virusne infekcije karakterizirane lezijama kože i sluznica
  - B09.0 Nespecificirane virusne infekcije karakterizirane lezijama kože i sluznica

### (B15-B19) - Virusni hepatitis (žutica)
- B15 Akutni hepatitis A 
  - B15.0 Hepatitis A s hepatalnom komom
  - B15.9 Hepatitis A bez hepatalne kome

- B16 Akutni hepatitis B
  - B16.0 Akutni hepatitis B s delta-antigenom (koinfekcija) s hepatalnom komom
  - B16.1 Akutni hepatitis B s delta-antigenom (koinfekcija) bez hepatalne kome
  - B16.2 Akutni hepatitis B bez delta-antigena s hepatalnom komom
  - B16.9 Akutni hepatitis B bez delta-antigena i bez hepatalne kome

- B17 Drugi akutni virusni hepatitisi
  - B17.0 Akutna delta (super)infekcija nosioca hepatitisa B
  - B17.1 Akutni hepatitis C
  - B17.2 Akutni hepatitis E
  - B17.8 Ostali specificirani akutni virusni hepatitisi

- B18 Kronični virusni hepatitis
  - B18.0 Kronični virusni hepatitis B s delta-antigenom
  - B18.1 Kronični virusni hepatitis B bez delta-antigena
  - B18.2 Kronični virusni hepatitis C
  - B18.8 Drugi kronični virusni hepatitis
  - B18.9 Kronični virusni hepatitis, nespecificirani

- B19 Nespecificirani virusni hepatitis
  - B19.0 Nespecificirani virusni hepatitis s komom
  - B19.9 Nespecificirani virusni hepatitis bez kome

### (B20-B24) - Bolesti uzrokovane humanim imunodeficijenskim virusom (HIV)
- B20 Bolest uzrokovan humanim imunodeficijenskim virusom (HIV) s posljedičnom infekcijskom i parazitarnom bolešću
  - B20.0 HIV-bolest s posljedičnom infekcijom mikobakterijama
  - B20.1 HIV-bolest s posljedičnom infekcijom drugim bakterijama
  - B20.2 HIV-bolest s posljedičnom citomegalovirusnom bolešću
  - B20.3 HIV-bolest s posljedičnom infekcijom drugim virusima
  - B20.4 HIV-bolest s posljedičnom kandidijazom
  - B20.5 HIV-bolest s posljedičnom drugom mikozom
  - B20.6 HIV-bolest s posljedičnom pneumonijom koju uzrokuje Pneumocystis carini
  - B20.7 HIV-bolest s posljedičnim multiplim infekcijama
  - B20.8 HIV-bolest s posljedičnim drugim infekcijskim i parazitarnim bolestima
  - B20.9 HIV-bolest s posljedičnom nespecificiranom infekcijskom i parazitarnom bolešću

- B21 Bolest izazvana humanim imunodeficijencijskim virusom (HIV) s posljedičnim zloćudnim novotvorinama
  - B21.0 HIV-bolest s posljedičnim Kaposijevim sarkomom
  - B21.1 HIV-bolest s posljedičnim Burkittovim limfomom
  - B21.2 HIV-bolest s posljedičnim drugim non Hodgkinovim limfomima
  - B21.3 HIV-bolest s posljedičnim drugim zloćudnim novotvorinama limfoidnog, hematopoetskog i srodnog tkiva
  - B21.7 HIV-bolest s posljedičnim multiplim zloćudnim novotvorinama
  - B21.8 HIV-bolest s posljedičnim drugim zloćudnim novotvorinama
  - B21.9 HIV-bolest s posljedičnim nespecificiranim zloćudnim novotvorinama

- B22 Bolest izazvana humanim imunodeficijencijskim virusom (HIV) s posljedičnim drugim specificiranim bolestima
  - B22.0 HIV-bolest s posljedičnom encefalopatijom
  - B22.1 HIV-bolest s posljedičnim intersticijalnim limfoidnim pneumonitisom
  - B22.2 HIV-bolest s posljedičnim sindromom propadanja
  - B22.7 HIV-bolest s posljedičnim multiplim bolestima svrstanim drugamo

- B23 Bolest uzrokovana humanim imunodeficijencijskim virusom (HIV) s rezultirajućim drugim stanjima
  - B23.0 Sindrom akutne HIV infekcije
  - B23.1 HIV-bolest s rezultirajućom (perzistirajućom) generaliziranom limfadenopatijom
  - B23.2 HIV-bolest s posljedičnim hematološkim i imunološkim poremećajima nesvrstanim drugamo
  - B23.8 HIV-bolest s posljedičnim drugim specificiranim stanjima

- B24 Nespecificirana bolest uzrokovana humanim imunodeficijencijskim virusom (HIV)
  - B24.0 Nespecificirana bolest uzrokovana humanim imunodeficijencijskim virusom (HIV)

### (B25-B34) - Ostale virusne bolesti
- B25 Bolest uzrokovana citomegalovirusom
  - B25.0 Citomegalovirusni pneumonitis (J17.1*)
  - B25.1 Citomegalovirusni hepatitis (K77.0*)
  - B25.2 Citomegalovirusni pankreatitis (K87.1*)
  - B25.8 Druge citomegalovirusne bolesti
  - B25.9 Citomegalovirusna bolest, nespecificirana

- B26 Zaušnjaci (parotitis)
  - B26.0 Parotitis orhitis (N51.1*)
  - B26.1 Parotitis meningitis (G02.0*)
  - B26.2 Parotitis encefalitis (G05.1*)
  - B26.3 Parotitis pankreatitis (K87.1*)
  - B26.8 Parotitis s drugim komplikacijama
  - B26.9 Parotitis bez komplikacija

- B27 Infekciozna mononukleoza
  - B27.0 Gamaherpesvirusna mononukleoza
  - B27.1 Citomegalovirusna mononukleoza
  - B27.8 Druga infekciozna mononukleoza
  - B27.9 Infekciozna mononukleoza, nespecificirana

- B30.0 Keratokonjunktivitis uzrokovan adenovirusima (H19.2*)
  - B30.1 Konjunktivitis uzrokovan adenovirusima (H13.1*)
  - B30.2 Virusni faringokonjunktivitis
  - B30.3 Akutni epidemijski hemoragijski konjunktivitis
  - B30.8 Ostali virusni konjunktivitisi (H13.1*)
  - B30.9 Virusni konjunktivitis, nespecificiran

- B33 Ostale virusne bolesti, nesvrstane drugamo
  - B33.0 Epidemijska mijalgija
  - B33.1 Bolest rijeke Ross (Ross River)
  - B33.2 Virusni karditis
  - B33.3 Retrovirusna infekcija, nesvrstana drugamo
  - B33.8 Druge specificirane virusne bolesti

- B34 Virusne infekcije nespecificirane lokalizacije
  - B34.0 Adenovirusna infekcija, nespecificirana
  - B34.1 Enterovirusna infekcija, nespecificirana
  - B34.2 Koronavirusna infekcija, nespecificirana
  - B34.3 Parvovirusna infekcija, nespecificirana
  - B34.4 Papovavirusna infekcija, nespecificirana
  - B34.8 Ostale virusne infekcije nespecificirane lokalizacije
  - B34.9 Virusna infekcija, nespecificirana

## (B35-B89) - Infekcije uzrokovane gljivicama, protozoama, crvima i druge infestacije

### (B35-B49) - Mikoze
- B35 Dermatofitija
  - B35.0 Tinea brade i tinea vlasišta
  - B35.1 Tinea nokta
  - B35.2 Tinea šake
  - B35.3 Tinea stopala
  - B35.4 Tinea tijela
  - B35.5 Tinea imbricata
  - B35.6 Tinea cruris
  - B35.8 Druge dermatofitija
  - B35.9 Dermatofitija, nespecificirana

- B36 Ostale površinske mikoze
  - B36.0 Pityriasis versicolor
  - B36.1 Tinea nigra
  - B36.2 Bijela piedra
  - B36.3 Crna piedra
  - B36.8 Ostale specificirane površne mikoze
  - B36.9 Površna mikoza, nespecificirana

- B37 Kandidijaza
  - B37.0 Kandidijaza ustiju
  - B37.1 Plućna kandidijaza
  - B37.2 Kandidijaza kože i nokta
  - B37.3 Kandidijaza rodnice i stidnice (N77.1*)
  - B37.4 Kandidijaza druge urogenitalne lokalizacije
  - B37.5 Kandida meningits (G02.1*)
  - B37.6 Kandida endokarditis (I39.8*)
  - B37.7 Sepsa uzrokovana kandidom
  - B37.8 Kandidijaza drugih lokalizacija
  - B37.9 Kandidijaza, nespecificirana

- B38 Kokcidioidomikoza
  - B38.0 Akutna plućna kokcidioidomikoza
  - B38.1 Kronična plućna kokcidioidomikoza
  - B38.2 Plućna kokcidioidomikoza, nespecificirana
  - B38.3 Kožna kokcidioidomikoza
  - B38.4 Kokcidioidozni meningitis (G02.1*x)
  - B38.7 Diseminirana kokcidioidomikoza
  - B38.8 Ostali oblici kokcidioidomikoze
  - B38.9 Kokcidioidomikoza, nespecificirana

- B39 Histoplazmoza
  - B39.0 Akutna histoplasmoza pluća koju uzrokuje Histoplasma capsulati
  - B39.1 Kronična histoplasmoza pluća koju uzrokuje Histoplasma capsulati
  - B39.2 Histoplasmoza pluća koju uzrokuje Histoplasma capsulati
  - B39.3 Diseminirana histoplasmoza koju uzrokuje Histoplasma capsulati
  - B39.4 Histoplasmoza koju uzrokuje Histoplasma capsulati, nespecificirana
  - B39.5 Histoplasmoza duboisii
  - B39.9 Histoplasmoza, nespecificirana

- B40 Blastomikoza
  - B40.0 Akutna plućna blastomikoza
  - B40.1 Kronična plućna blastomikoza
  - B40.2 Plućna blastomikoza, nespecificirana
  - B40.3 Kožna blastomikoza
  - B40.7 Diseminirana blastomikoza
  - B40.8 Ostali oblici blastomikoze
  - B40.9 Blstomikoza, nespecificirana

- B41 Parakokcidioidomikoza
  - B41.0 Plućna parakokcidioidomikoza
  - B41.7 Diseminirana parakokcidioidomikoza
  - B41.8 Ostali oblici parakokcidioidomikoza
  - B41.9 Parakokcidioidomikoza, nespecificirana

- B42 Sporotrihoza
  - B42.0 Plućna sporotrihoza (J99.8*)
  - B42.1 Limfokutana sporotrihoza
  - B42.7 Diseminirana sporotrihoza
  - B42.8 Ostali oblici sporotrihoze
  - B42.9 Sporotrihoza, nespecificirana

- B43 Kromomikoza i feomikotski apsces
  - B43.0 Kožna kromomikoza
  - B43.1 Feomikotski mo`dani absces
  - B43.2 Subkutani feomikotski absces i cista
  - B43.8 Ostali oblici kromomikoze
  - B43.9 Kromomikoza, nespecificirana

- B44 Aspergiloza
  - B44.0 Invazivna plućna aspergiloza
  - B44.1 Druge plućne aspergiloze
  - B44.2 Aspergiloza tonzila
  - B44.7 Diseminirana aspergiloza
  - B44.8 Druge forme aspergiloze
  - B44.9 Aspergiloza, nespecificirana

- B45 Kriptokokoza
  - B45.0 Plućna kriptokokoza
  - B45.1 Cerebralna kriptokokoza
  - B45.2 Kožna kriptokokoza
  - B45.3 Koštana kriptokokoza
  - B45.7 Diseminirana kriptokokoza
  - B45.8 Ostali oblici kriptokokoze
  - B45.9 Kriptokokoza, nespecificirana

- B46 Zigomikoza
  - B46.0 Plućna mukormikoza
  - B46.1 Rinocerebralna mukormikoza
  - B46.2 Gastrointestinalna mukormikoza
  - B46.3 Kožna mukormikoza
  - B46.4 Diseminirana mukormikoza
  - B46.5 Mukormikoza, nespecificirana
  - B46.8 Ostale zigomikoze
  - B46.9 Zigomikoza, nespecificirana

- B47 Micetom
  - B47.0 Eumicetom
  - B47.1 Aktinomicetom
  - B47.9 Micetom, nespecificiran

- B48 Ostale mikoze, nesvrstane drugamo
  - B48.0 Lobomikoza
  - B48.1 Rinosporidioza
  - B48.2 Alešerijaza
  - B48.3 Geotrihoza
  - B48.4 Peniciloza
  - B48.7 Oportunističke mikoze
  - B48.8 Ostale specificirane mikoze

- B49 Nespecificirane mikoze
  - B49.0 Nespecificirane mikoze

### (B50-B64) - Protozoalne bolesti
- B50 Malarija koju uzrokuje Plasmodium falciparum
  - B50.0 Plasmodium falciparum malarija s cerebralnim komplikacijama
  - B50.8 Ostale teške Plasmodium falciparum malarije s komplikacijama
  - B50.9 Plasmodium falciparum malarija, nespecificirana

- B51 Malarija koju uzrokuje Plasmodium vivax
  - B51.0 Plasmodium vivax malarija s rupturom slezene
  - B51.8 Plasmodium vivax malarija s drugim komplikacijama
  - B51.9 Plasmodium vivax malarija bez komplikacija

- B52 Malarija koju uzrokuje Plasmodium malariae
  - B52.0 Plasmodium malariae malarija s nefropatijom
  - B52.8 Plasmodium malariae malarija s drugim komplikacijama
  - B52.9 Plasmodium malariae malarija bez komplikacija

- B53 Ostale parazitološki dokazane malarije
  - B53.0 Malarija koju uzrokuje Plasmodium ovale
  - B53.1 Malarija uzrokovana majmunskim plasmodijima
  - B53.8 Ostale parazitološki potvr|ene malarije, nesvrstane drugamo

- B54 Malarija, nespecificirana
  - B54.0 Malarija, nespecificirana

- B55 Lišmenijaza
  - B55.0 Visceralna lišmenijaza
  - B55.1 Kožna lišmenijaza
  - B55.2 Mukokutana lišmenijaza
  - B55.9 Lišmanijaza, nespecificirana

- B56 Afrička tripanosomijaza
  - B56.0 Gambiense tripanosomijasa
  - B56.1 Rhodesiense tripanosomijaza
  - B56.9 Afrička tripanosomijaza, nespecificirana

- B57 Chagasova bolest
  - B57.0 Akutna Chagasova bolest sa srčanim komplikacijama (I41.2*-98.1*)
  - B57.1 Akutna Chagasova bolest bez srčanih komplikacija
  - B57.2 Chagasova bolest (kronična) sa srčanim komplikacijama (I41.2*-98.1*)
  - B57.3 Chagasova bolest (kronična) s komplikacijama probavnog sustava
  - B57.4 Chagasova bolest (kronična) s komplikacijama živčanog sustava
  - B57.5 Chagasova bolest (kronična) sa zahvaćanjem drugih organa

- B58 Toksoplazmoza
  - B58.0 Toksoplazma oftamopatija
  - B58.1 Toksoplazma hepatitis (K77.0*)
  - B58.2 Toksoplazma meningoencefalitis (G05.2*)
  - B58.3 Plućna toksoplazmoza (J17.3*)
  - B58.8 Toksoplazmoza s afekcijom drugih organa
  - B58.9 Toksoplazmoza, nespecificirana

- B59 Pneumocistoza
  - B59.0 Pneumocistoza

- B60 Ostale bolesti uzrokovane protozoama nesvrtane drugamo
  - B60.0 Babezioza
  - B60.1 Akantamebijaza
  - B60.2 Neglerijaza
  - B60.8 Druge specificirane protozoarne bolesti

- B64 Nespecificirane protozoarne bolesti
  - B64.0 Nespecificirane protozoarne bolesti

### (B65-B83) - Helmintijaze
- B65 Shistosomijaza (bilharcioza)
  - B65.0 Shistosomijaza koju uzrokuje Schistosoma haematobium (urinarna šistosomijaza)
  - B65.1 Shistosomijaza koju uzrokuje Schistosoma mansoni (intestinalna šistosomijaza)
  - B65.2 Šistosomijaza koju uzrokuje Schistosoma japonicum
  - B65.3 Cerkarijski dermatitis
  - B65.8 Ostale shistosomijaze
  - B65.9 Shistosomijaza, nespecificirana

- B66 Druge metiljne infekcije
  - B66.0 Opistorkijaza
  - B66.1 Klonorkijaza
  - B66.2 Dikrocelijaza
  - B66.3 Fasciolijaza
  - B66.4 Paragonimijaza
  - B66.5 Fasciolopsijaza
  - B66.8 Ostale specificirane metiljne infekcije
  - B66.9 Metiljna infekcija, nespecificirana

- B67 Ehinokokoza
  - B67.0 Ehinokokoza jetre koju uzrokuje Echinococcus granulosus
  - B67.1 Ehinokokoza pluća koju uzrokuje Echinococcus granulosus
  - B67.2 Ehinokokoza kosti koju uzrokuje Echinococcus granulosus
  - B67.3 Ehinokokoza druge i multiple lokalizacije koju uzrokuje Echinococcus granulosus
  - B67.4 Ehinokokoza koju uzrokuje Echinococcus granulosus, nespecificirana
  - B67.5 Ehinokokoza jetre koju uzrokuje Echinococcus multilocularis
  - B67.6 Ehinokokoza druge i multiple lokalizacije koju uzrokuje Echinococcus multilocularis
  - B67.7 Ehinokokoza koju uzrokuje Echinococcus multilocularis, nespecificirana
  - B67.8 Ehinokokoza jetre, nespecificirana
  - B67.9 Ehinokokoza, ostala i nespecificirana

- B68 Tenijaza
  - B68.0 Tenijaza koju uzrokuje Taenia solium
  - B68.1 Tenijaza koju uzrokuje Taenia saginata
  - B68.9 Tenijaza, nespecificirana

- B69 Cisticerkoza
  - B69.0 Cisticerkoza središnjeg živčanog sustava
  - B69.1 Cisticerkoza oka
  - B69.8 Cisticerkoza drugih lokalizacija
  - B69.9 Cisticerkoza, nespecificirana

- B70 Difilobarijaza i sparganoza
  - B70.0 Difilobotrijaza
  - B70.1 Sparganoza

- B71 Ostale cestodne infekcije
  - B71.0 Himenolepijaza
  - B71.1 Dipilidijaza
  - B71.8 Druge specificirane cestodne infekcije
  - B71.9 Cestodna infekcija, nespecificirana

- B72 Drakunkuloza
  - B72.0 Drakunkuloza

- B73 Onkocerkoza
  - B73.0 Onkocerkoza

- B74 Filarijaza
  - B74.0 Filarijaza koju uzrokuje Wuchereria bancrofti
  - B74.1 Filarijaza koju uzrokuje Brugia malayi
  - B74.2 Filarijaza koju uzrokuje Brugia timori
  - B74.3 Loijaza
  - B74.4 Mansonelijaza
  - B74.8 Druge filarijaze
  - B74.9 Filarijaza, nespecificirana

- B75 Trihineloza
  - B75.0 Trihineloza

- B76 Bolesti uzrokovane krivoustim crvima
  - B76.0 Ankilostomijaza
  - B76.1 Nekatorijaza
  - B76.8 Druge bolesti uzrokovane krivoustim crvima
  - B76.9 Bolest uzrokovana krivoustim crvima, nespecificirana

- B77 Askarijaza
  - B77.0 Askarijaza s crijevnim komplikacijama
  - B77.8 Askarijaza s drugim komplikacijama
  - B77.9 Askarijaza, nespecificirana

- B78 Strongiloidoza
  - B78.0 Crijevna strongiloidoza
  - B78.1 Ko`na strongiloidoza
  - B78.7 Diseminirana strongiloidoza
  - B78.9 Strongiloidoza, nespecificirana

- B79 Trihurijaza
  - B79.0 Trihurijaza

- B80 Enterobijaza
  - B80.0 Enterobijaza

- B81 Ostale crijevne helmintijaze, nesvrstane drugamo
  - B81.0 Anisakijaza
  - B81.1 Crijevna kapilarijaza
  - B81.2 Trihostrongilijaza
  - B81.3 Crijevna angiostrongilijaza
  - B81.4 Miješane crijevne helminitijaze
  - B81.8 Druge specificirane crijevne helmintijaze

- B82 Nespecificirane crijevne parazitoze
  - B82.0 Crijevna helmintijaza, nespecificirana
  - B82.9 Crijevni parazitizam, nespecificiran

- B83 Ostale helmintijaze
  - B83.0 Visceralna larva migrans
  - B83.1 Gnatostomijaza
  - B83.2 Angiostrongilijaza koju uzrokuje Parastrongylus cantonensis
  - B83.3 Singamijaza
  - B83.4 Unutrašnja hirudinijaza
  - B83.8 Ostale specificirane helmintijaze
  - B83.9 Helmintijaza, nespecificirana

### (B84-B89) - Pedikuloze, akarijaze i druge infestacije
- B85 Ušljivost (pedikuloza)
  - B85.0 Ušljivost koju uzrokuje Pediculus humanus capitis
  - B85.1 Ušljivost koju uzrokuje Pediculus humanus
  - B85.2 Ušljivost (pedikuloza) nespecificirana
  - B85.3 Ftirijaza (ušljivost spolovila)
  - B85.4 Miješana ušljivost (pedikuloza i ftirijaza)

- B86 Svrab (scabies)
  - B86.0 Svrab (scabies)

- B87 Mijaza
  - B87.0 Kožna mijaza
  - B87.1 Mijaza rane
  - B87.2 Očna mijaza
  - B87.3 Nazofaringealna mijaza
  - B87.4 Mijaza uha
  - B87.8 Mijaza druge lokalizacije
  - B87.9 Mijaza, nespecificirana

- B88 Ostale infestacije
  - B88.0 Ostale akarijaze
  - B88.1 Tungijaza (infestacija pješčanom buhom)
  - B88.2 Ostale infestacije člankonošcima (artropoda)
  - B88.3 Vanjska hirudinijaza
  - B88.8 Ostale specificirane infestacije
  - B88.9 Infestacija, nespecificirana

- B89 Nespecificirane parazitoze
  - B89.0 Nespecificirane parazitoze

## (B90-B99) - Posljedice i bolesti svrstane drugdje

### (B90-B94) - Posljedice zaraznih i parazitarnih bolesti
- B90 Posljedice tuberkuloze
  - B90.0 Posljedice tuberkuloze središnjega živčanog sustava
  - B90.1 Posljedice genitourinarne tuberkuloze
  - B90.2 Posljedice tuberkuloze kostiju i zglobova
  - B90.8 Posljedice tuberkuloze drugih organa
  - B90.9 Posljedice respiratorne i nespecificirane tuberkuloze

- B91 Posljedice poliomijelitisa
  - B91.0 Posljedice poliomijelitisa

- B92 Posljedice lepre (gube)
  - B92.0 Posljedice lepre (gube)

- B94 Posljedice drugih nespecificiranih zaraznih i parazitarnih bolesti
  - B94.0 Posljedice trahoma
  - B94.1 Posljedice virusnog encefalitisa
  - B94.2 Posljedice virusnog hepatitisa
  - B94.8 Posljedice ostalih specificiranih zaraznih i parazitarnih bolesti
  - B94.9 Posljedice nespecificiranih zaraznih i parazitarnih bolesti

### (B95-B97) - Bakterijski, virusni i drugi zarazni uzročnici
- B95 Streptokok i stafilokok kao uzročnici bolesti koje su svrstane u druga poglavlja
  - B95.0 Streptokok grupe A, kao uzročnik bolesti svrstanih u druga poglavlja
  - B95.1 Streptokok grupe B, kao uzročnik bolesti svrstanih u druga poglavlja
  - B95.2 Streptokok grupe D, kao uzročnik bolesti svrstanih u druga poglavlja
  - B95.3 Streptococcus pneumoniae kao uzročnik bolesti svrstanih u druga poglavlja
  - B95.4 Ostali streptokoki kao uzročnici bolesti svrstanih u druga poglavlja
  - B95.5 Nespecificirani streptokok kao uzročnik bolesti svrstanih u druga poglavlja
  - B95.6 Staphylococcus aureus kao uzročnik bolesti svrstanih u druga poglavlja
  - B95.7 Ostali stafilokoki kao uzročnici bolesti svrstanih u druga poglavlja
  - B95.8 Nespecificirani stafilokok kao uzročnik bolesti svrstanih u druga poglavlja

- B96 Drugi bakterijski uzročnici bolesti svrstanih u druga poglavlja
  - B96.0 Mycoplasma pneumoniae (M. pneumoniae) kao uzročnik bolesti svrstanih u druga poglavlja
  - B96.1 Klebsiella pneumoniae (K. pneumoniae) kao uzročnik bolesti svrstanih u druga poglavlja
  - B96.2 Escherichia coli (E. coli) kao uzročnik bolesti svrstanih u druga poglavlja
  - B96.3 Haemophilus influenzae (H. influenzae) kao uzročnik bolesti svrstanih u druga poglavlja
  - B96.4 Proteus (mirabilis)(morganii) kao uzročnik bolesti svrstanih u druga poglavlja
  - B96.5 Pseudomonas (aeruginosa)(mallei)(pseudomallei) kao uzročnik bolesti svrstanih u druga poglavlja
  - B96.6 Bacillus fragilis (B. fragilis) kao uzročnik bolesti svrstanih u druga poglavlja
  - B96.7 Clostridium perfringens (C.perfringens) kao uzročnik bolesti svrstanih u druga poglavlja
  - B96.8 Ostale specificirane bakterije kao uzročnici bolesti svrstanih u druga poglavlja

- B97 Virusi kao uzročnici bolesti svrstanih u druga poglavlja
  - B97.0 Adenovirus kao uzročnik bolesti svrstanih u druga poglavlja
  - B97.1 Enterovirus kao uzročnik bolesti svrstanih u druga poglavlja
  - B97.2 Koronavirus kao uzročnik bolesti svrstanih u druga poglavlja
  - B97.3 Retrovirus kao uzročnik bolesti svrstanih u druga poglavlja
  - B97.4 Respiratorno-sincicijski virus kao uzročnik bolesti svrstanih u druga poglavlja
  - B97.5 Reovirus kao uzročnik bolesti svrstanih u druga poglavlja
  - B97.6 Parvovirus kao uzročnik bolesti svrstanih u druga poglavlja
  - B97.7 Papilomavirus kao uzročnik bolesti svrstanih u druga poglavlja
  - B97.8 Ostali virusi kao uzročnici bolesti svrstanih u druga poglavlja

### (B99) - Ostale i nespecificirane zarazne bolesti
- - B99.0 Ostale i nespecificirane zarazne bolesti

## Vanjske poveznice
- MKB-10 A00-B99 2007. - WHO[neaktivna poveznica]